# 永昌寺 (東京都港区)
永昌寺（えいしょうじ）は、東京都港区にある曹洞宗の寺院。

## 歴史
創建年代は不明である。ただ1635年（寛永12年）寂の第4世住職玖岩壽悦をもって開山としていることから、少なくとも江戸時代初期には存在していたものと推測される。
元々は別の場所に位置していたが、1744年（延享元年）に中興の祖である鷲峰霄天によって現在地に移転した。

## 墓所
以下の人物が葬られている。
- 菊池衡嶽（紀州藩儒臣） - 1805年（文化2年）没
- 菊池西臬（衡嶽の子） - 1813年（文化10年）没
- 高井元益（尼崎藩医官） - 1852年（嘉永5年）没
- 岡本玄琳（医家） - 1684年（貞享元年）没

## 交通アクセス
- 六本木一丁目駅より徒歩4分。